# Адам Мощенський
Адам Мощенський (1742—1823) — шляхетський політичний діяч, мемуарист. Брав участь у Барській конфедерації 1768. Прихильник і довірена особа С.-Щ.Потоцького. Посол на вальні сейми (зокрема і на Великий сейм 1788–91). Один із ватажків Торговицької конфедерації 1792. Під час повстання Т.Косцюшка за зраду інтересам країни заочно засуджений на смерть. Автор споминів, що є цінним джерелом для дослідження звичаїв Речі Посполитої у 18 ст., а також до історії Барської конфедерації 1768 та Коліївщини (видані під назвою «Pamiętnik do historii polskiej w ostatnich latach panowania Augusta III i pierwszych Stanislawa Poniatowskiego», 1858).